# Plumville
Plumville és una població dels Estats Units a l'estat de Pennsilvània. Segons el cens del 2000 tenia 342 habitants.

## Demografia
Segons el cens del 2000, Plumville tenia 342 habitants, 123 habitatges, i 92 famílies. La densitat de població era de 258,9 habitants/km².
Dels 123 habitatges en un 34,1% hi vivien nens de menys de 18 anys, en un 62,6% hi vivien parelles casades, en un 7,3% dones solteres, i en un 24,4% no eren unitats familiars. En el 22% dels habitatges hi vivien persones soles el 9,8% de les quals corresponia a persones de 65 anys o més que vivien soles. El nombre mitjà de persones vivint en cada habitatge era de 2,78 i el nombre mitjà de persones que vivien en cada família era de 3,23.
Per edats la població es repartia de la següent manera: un 28,9% tenia menys de 18 anys, un 8,5% entre 18 i 24, un 28,7% entre 25 i 44, un 21,6% de 45 a 60 i un 12,3% 65 anys o més.
L'edat mediana era de 33 anys. Per cada 100 dones de 18 o més anys hi havia 100,8 homes.
La renda mediana per habitatge era de 26.964 $ i la renda mediana per família de 28.125 $. Els homes tenien una renda mediana de 24.792 $ mentre que les dones 20.625 $. La renda per capita de la població era de 14.540 $. Entorn del 22,7% de les famílies i el 29,5% de la població estaven per davall del llindar de pobresa.

## Poblacions més properes
El següent diagrama mostra les poblacions més properes.